# Collestatte
Collestatte è una frazione del comune di Terni (TR).
L'abitato è costituito da una parte antica, sulla sommità di un colle (351 m s.l.m.) e dalla parte nuova, più in basso, denominata Collestatte Piano, complessivamente con 397 abitanti secondo il censimento del 2001.

## Storia
Con il nome di Colle Stacti, viene citato per la prima volta nel 1090, come possesso del ducato di Spoleto ed era sorto  probabilmente intorno ad una torre di guardia, oggi trasformata in campanile, posta a difesa della bassa Valnerina e in prossimità di una fonte. 
Citato da Jacopone da Todi (fine Duecento) nella poesia Frate Ranaido, do' si andato?. 
Fu possesso degli Orsini e dei Manassei. Nel 1898 vi venne aperta una fabbrica per la produzione di carburo di calcio. Comune autonomo facente parte fino al 1927 della provincia di Perugia, fu accorpato nello stesso anno dall'attuale comune.

## Monumenti e luoghi d'interesse
La struttura urbanistica è costituita da vie che convergono nella centrale piazza San Pietro, dove sorge l'antica torre di guardia, oggi campanile della chiesa della Trinità. Questa ospita all'interno una cinquecentesca pala d'altare e una statua di San Sebastiano ascrivibili alla bottega di Niccolò Alunno, una vasca quattrocentesca e un fonte battesimale datato al 1543, con lo stemma degli Orsini. Tra le residenze settecentesche si citano il palazzo Orsini, addossato alla chiesa, e i  palazzi Vitali e Manassei, di fronte ad essa.

## Infrastrutture e trasporti
Attraversata dalla strada statale 209 "Valnerina", Collestatte era servita, nel periodo compreso tra il 1901 e il 1960, dalla tranvia Terni-Ferentillo, un'infrastruttura nata per agevolare il trasporto delle merci e delle persone lungo la valle della Nera che risultò determinante ai tempi dell'industrializzazione della stessa.
Proprio a Collestatte sorgeva un importante stabilimento per la produzione di carburo di calcio e derivati, la cui proprietà promosse la costruzione della tranvia che in tale località ebbe l'originario capolinea e che serviva lo stabilimento con un apposito raccordo.

## Sport

### Associazioni sportive
- A.S.D. Collestatte Cascata

Il Collestatte Cascata (colori sociali verde-azzurro) nacque nel 1988 per la fusione dei settori calcistici delle associazioni Gruppo Sportivo Cascata (fondata a Collestatte Piano nel 1970 con colori sociali giallo-azzurro) e della Polisportiva Collestatte (fondata a Collestatte Paese alla fine degli anni '70 con colori sociali bianco-verde).
Fino allo smantellamento del campo sportivo di Collestatte Piano (1998) ha militato nei campionati dilettantistici umbri di calcio a 11, promuovendo anche un florido settore giovanile, che vedeva protagonisti non solo i ragazzi e bambini delle locali frazioni (Collestatte e Torre Orsina) ma anche delle frazioni della Valnerina e della città di Terni. 
Dal 1999 al 2009 ha militato nei campionati dilettantistici di calcetto a 5.
Dal 2010 ed ancora oggi milita nei campionati amatoriali di calcio a 7 organizzati dalla Uisp di Terni.

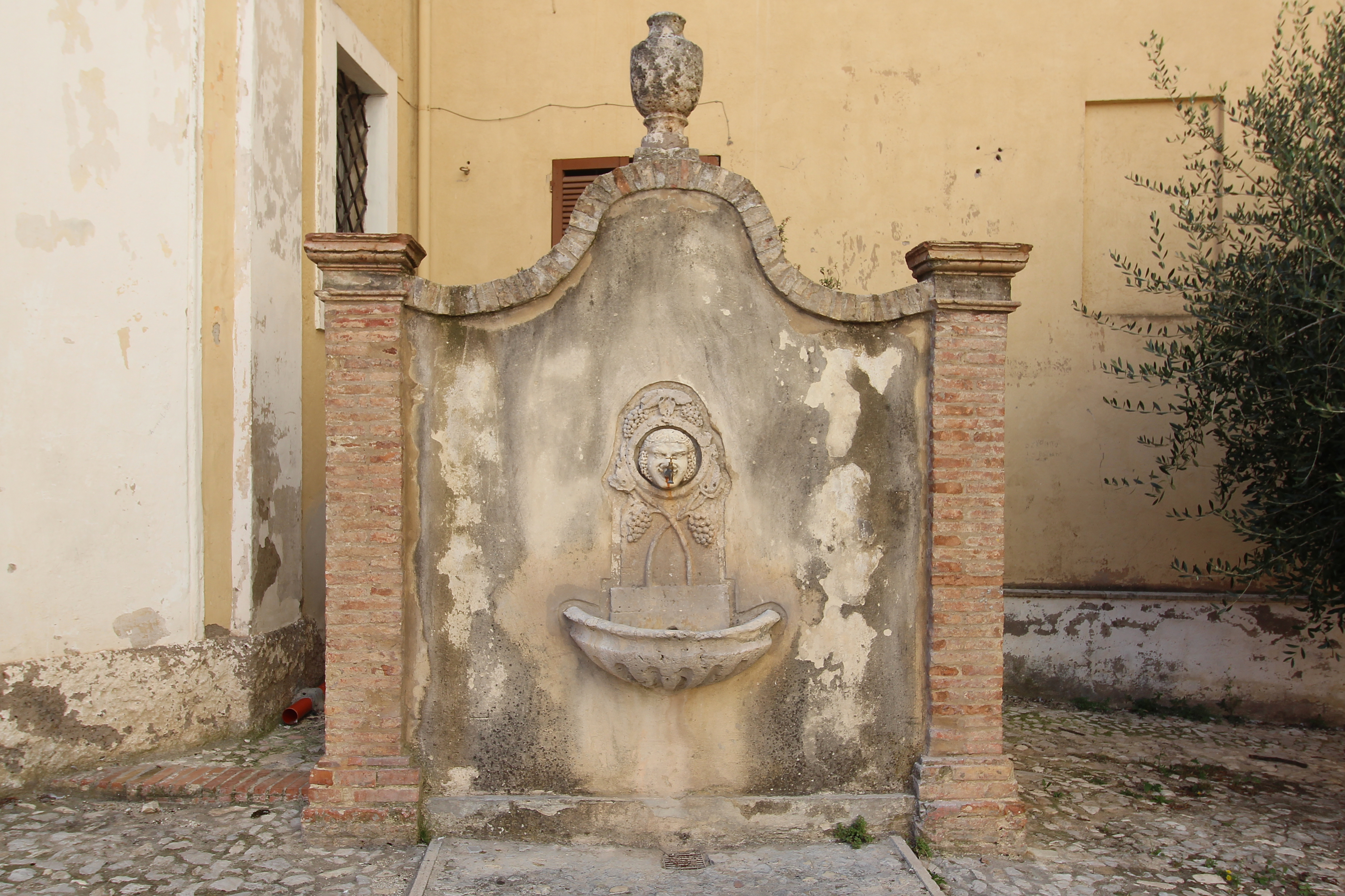
La fontana vicino la chiesa di San Pietro
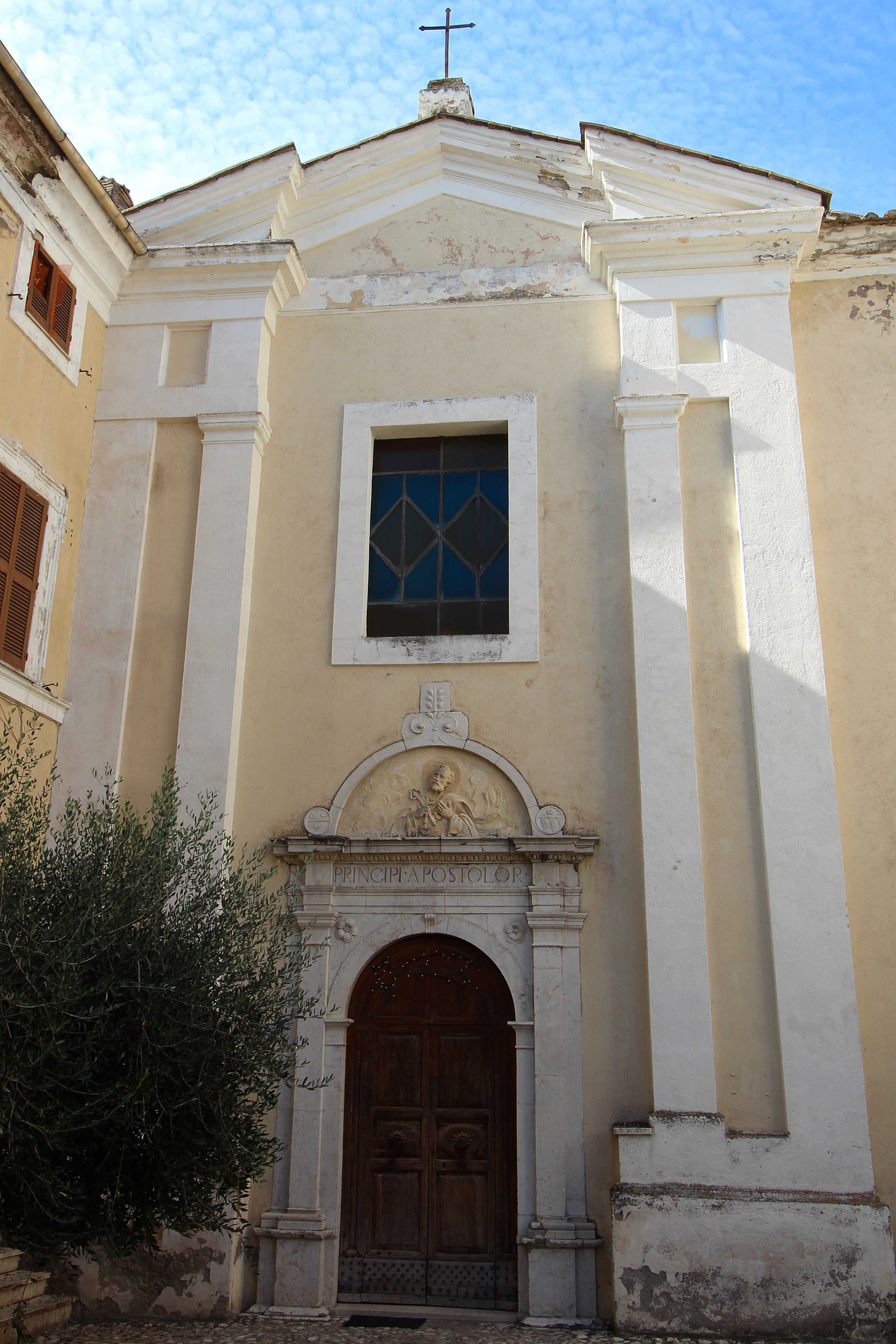
La chiesa di San Pietro nel centro storico
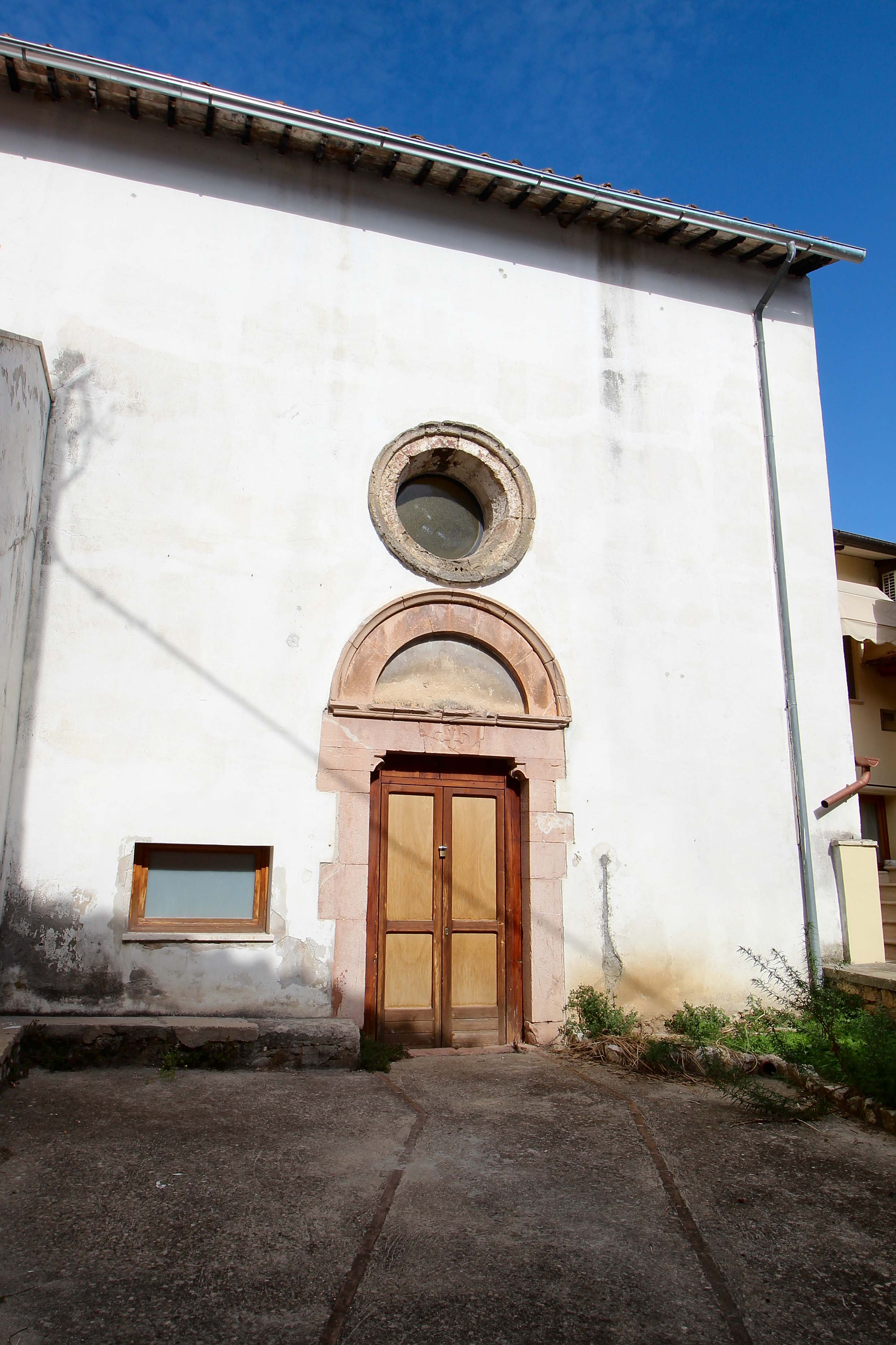
La chiesa della Santissima Trinità nel centro storico
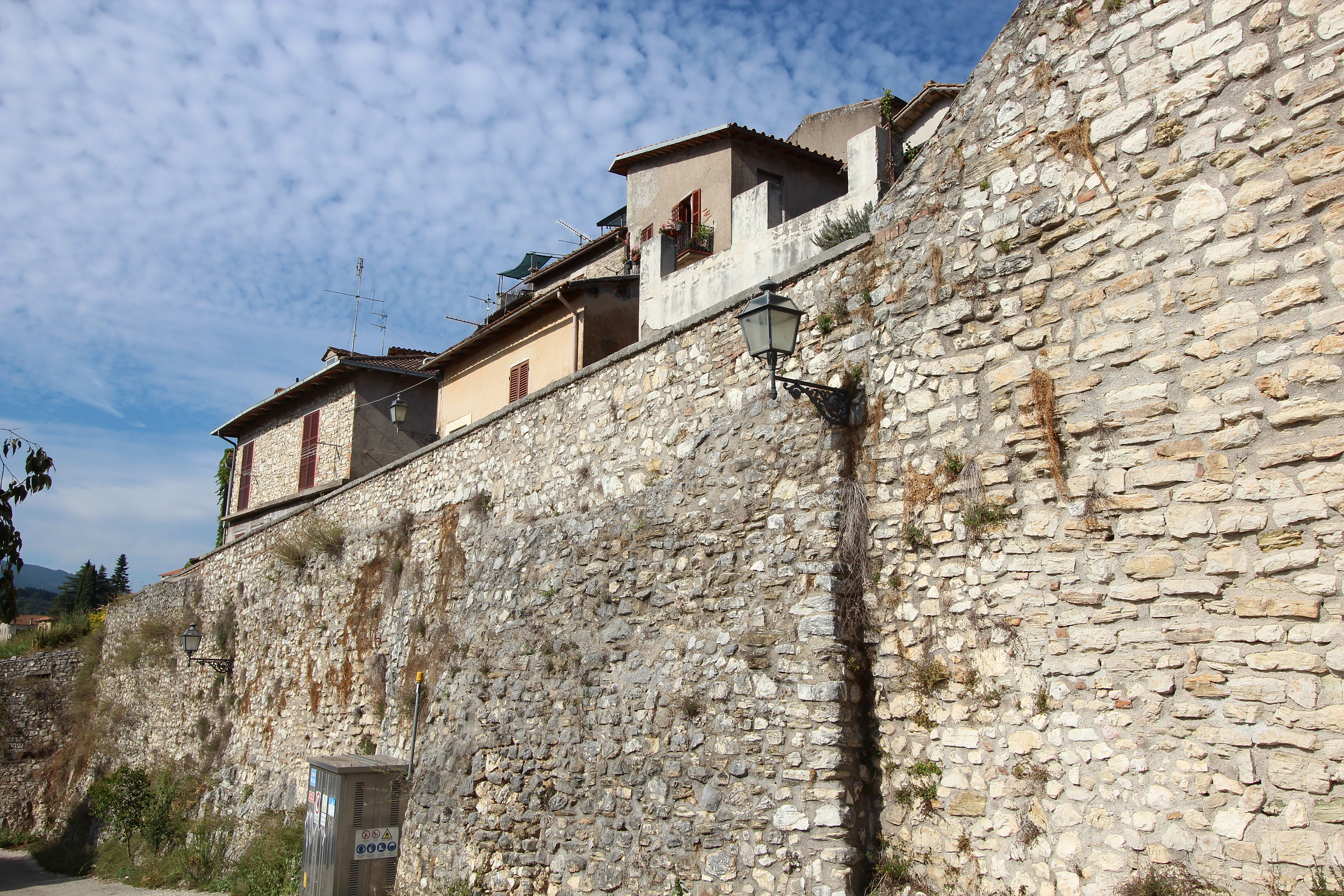
Le mura
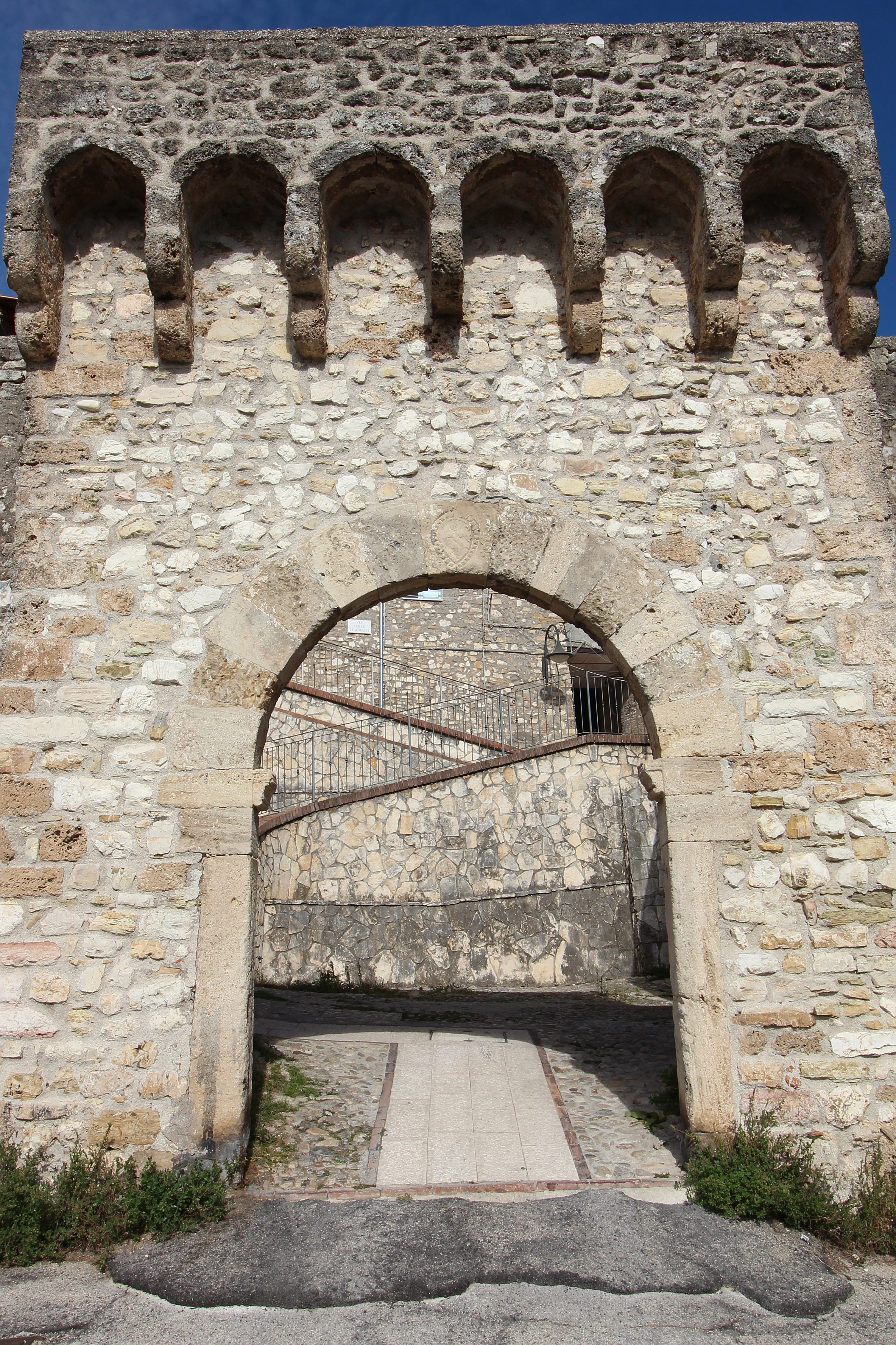
Porta San Nicolò
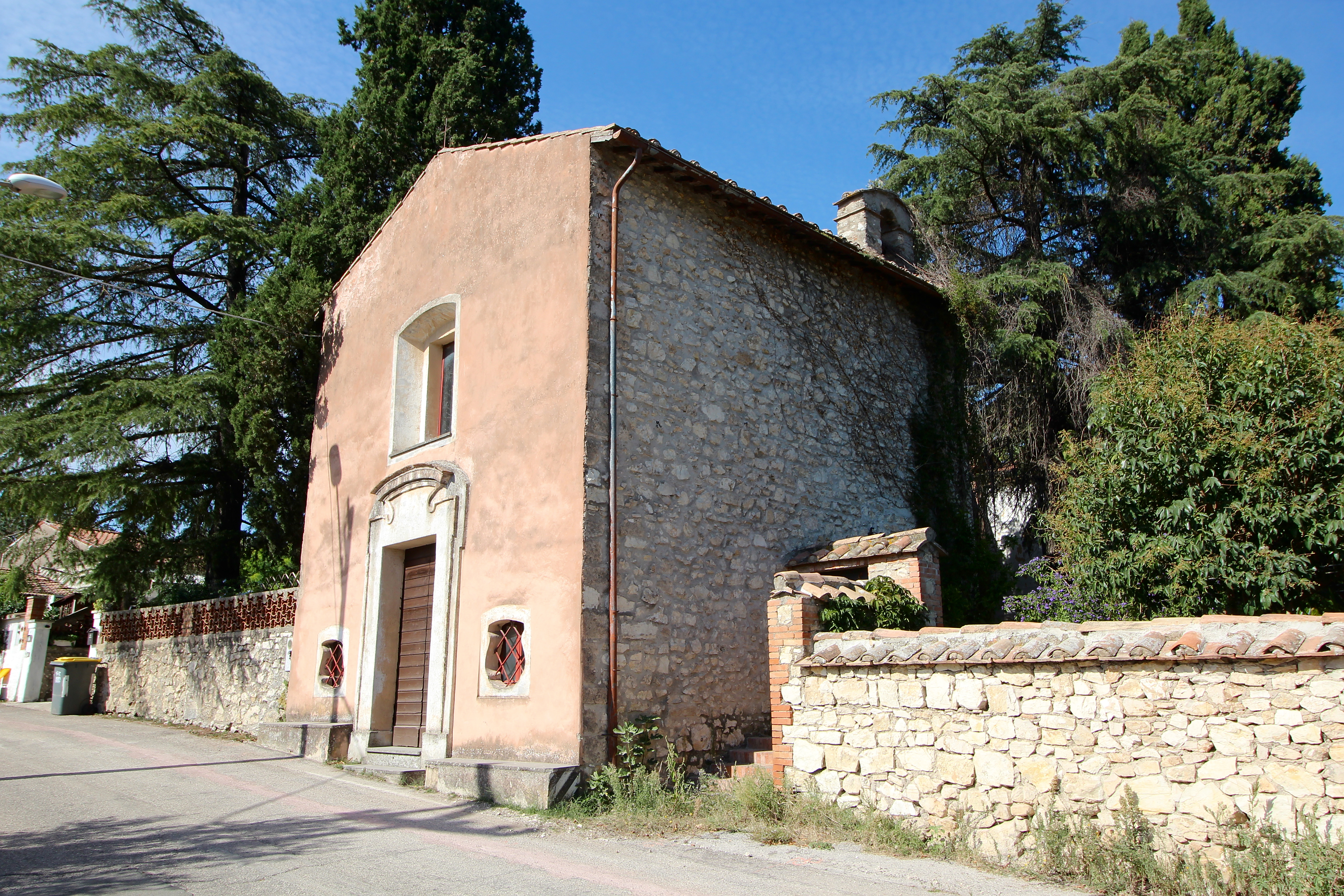
La chiesa di San Rocco fuori del paese